# Базиле, Леонардо
Леонардо Базиле (итал. Leonardo Basile; род. 12 мая 1983, Неаполь) — итальянский тхэквондист, представитель тяжёлой весовой категории. Выступал за национальную сборную Италии по тхэквондо в период 1999—2015 годов. Чемпион Европы, бронзовый призёр чемпионата мира, обладатель бронзовой медали Средиземноморских игр, победитель и призёр многих турниров международного значения, участник летних Олимпийских игр в Пекине.

## Биография
Леонардо Базиле родился 12 мая 1983 года в городе Неаполе, Италия. Занимался тхэквондо во время службы в армии, проходил подготовку в спортивном центре Сухопутных войск.
Первого серьёзного успеха на взрослом международном уровне добился в сезоне 2005 года, когда вошёл в основной состав итальянской национальной сборной и побывал на чемпионате мира в Мадриде, откуда привёз награду бронзового достоинства, выигранную в зачёте тяжёлой весовой категории. Также, будучи студентом, выступил на Универсиаде в Измире, где тоже получил бронзу.
В 2006 году стал бронзовым призёром чемпионата Европы в Бонне. Год спустя отметился выступлением на Универсиаде в Бангкоке, где взял в тяжёлом весе серебро.
Благодаря череде удачных выступлений удостоился права защищать честь страны на летних Олимпийских играх 2008 года в Пекине, тем не менее, уже в первом поединке категории свыше 80 кг со счётом 1:3 потерпел поражение от кубинца Анхеля Матоса и сразу же выбыл из борьбы за медали. Кроме того, в этом сезоне привёз бронзовую награду с домашнего европейского первенства в Риме.
После пекинской Олимпиады Базиле остался в главной тхэквондистской команде Италии и продолжил принимать участие в крупнейших международных турнирах. Так, в 2012 году он одержал победу на чемпионате Европы в Манчестере, в том числе в финале взял верх над словенцем Иваном Трайковичем, тогда как в 2013 году стал бронзовым призёром Средиземноморских игр в Мерсине.
В 2014 году завоевал бронзовую медаль на европейском первенстве в Баку.
Завершил карьеру профессионального спортсмена по окончании сезона 2015 года, занявшись впоследствии тренерской деятельностью.